# Dantalian's Chariot
Dantalian's Chariot byla anglická psychedelicky rocková skupina, založená v Londýně v roce 1967. Členové skupiny byli klávesista Zoot Money, kytarista Andy Summers, baskytarista Pat Donaldson a bubeník Colin Allen. Po rozpadu skupiny se nejvíce prosadil Andy Summers, který hrál ve skupině The Police, která se svým žánrem velice od této skupiny odlišovala.

## Diskografie

### Alba
- Chariot Rising 1996 nahráno 1967)